# Амазонас (театр)
Театр Амазонас або Амазонський театр (порт. Teatro Amazonas) — оперний театр у бразильському місті Манаусі (штат Амазонас), одна з найбільших міських туристичних атракцій.

## Загальні дані
Манауський Театр Амазонас є другим за величиною в штаті Амазонас. 
Театр розташований в історичній будівлі, що є пам'яткою історико-культурного значення, за адресою:
Rua Eduardo Ribeiro, s/n, Centro, Cep 69.025-140, Praça São Sebastião (Площа Св. Себастьяна), м. Манаус (Бразилія).
Місткість глядацької зали — 701 особа; приміщення театру має партер, бельетаж і амфітеатр.
Директорка закладу — Джесілда Фуртаду (Jessilda Furtado).

## Будівля театру
Будівля театру Амазонас вражає одночасно розкішшю та яскравістю еклектизму. 
Для створення атмосфери Старої Європи (що не відповідало в цілому місцевим природним умовам), а також через брак промислового виробництва на місці, практично всі матеріали, що використовувались при зведенні та облицюванні будівлі театру, доправлялися в Бразилію зі Старого Світу. Так, залізо було доставлено з Англії, мідь із Бельгії, використано також знамениті муранський кришталь та італійський мармур, черепицю для купола, поліроване дерево і бронзові деталі закупалися у Франції, а металічний каркас було виготовлено аж у Шотландії. Таким чином, єдиним бразильським матеріалом на будівництві стала місцева амазонська деревина, та й ту спершу відправляли до Європи, а потому імпортували назад до Бразилії у формі вже виготовлених меблів і/або паркету. 
Завісу й інтер'єри приміщення розписав бразилець Крішну Амарал, фоє театру оформив італієць Доменіко Анжеліко, а орнаментальні розписи куполу здійснив також бразилець Лоренсу Машаду (Lourenço Machado). 
Буділя театру нині є цікавою архітектурною пам'яткою штату Амазонас, яскравим взірцем фінансового благополуччя і смаків бразильської буржуазії періоду т.зв. «каучукової лихоманки».

## З історії театру
З початком справжнього буму каучукової промисловості в 2-й половині XIX століття в Амазонії, слава про «місто-Ельдорадо» Манаус, розташоване у самому серці бразильських джунглів, сягнула далеко за межі країни. Місто багатіло разом з його жителями, а прошарок швидко збагатілих плантаторів почав витрачати гроші на великі розкоші.
Відтак, 1882 року уряд штату Амазонас розпочав масштабне будівництво розкішного оперного театру. Спроектований за рік до цього (1881), театр було урочисто відкрито 1896 року, у самий розпал так званої Бразильської каучукової лихоманки за правління губернатора Філету Піреша Феррейри. 
Театр швидко став одним із символів розкішного і безтурботного життя т.зв. Прекрасної доби західної цивілізації. Після того, як у місті було зведено будівлю театру, що вражав сучасників своєю помпезністю, місто назвали «тропічним Парижем». Населення самого́ міста на той час становило близько 60 тисяч осіб (2008 року в Манаусі проживало понад 2 млн осіб). 
Відразу після будівництва театр пережив короткий період злету. Місцеві плантатори могли собі дозволити оплатити гонорари найяскравіших тогочасних зірок театральної сцени — тут виступали знамениті італійський співак Енріко Карузо та російська балерина Анна Павлова.
Однак, після завершення каучукового буму, коли місцеві плантатори збанкрутували й місто збідніло, постійні виступи в театрі Амазонас припинилися, а будівля в умовах місцевого клімату швидко прийшла в запустіння — її заднє подвір'я поросло ліанами, а купол почав провалюватися від майже щоденних тропічних злив.
Інтерес до театру поновився після того, як його було показано на початку нашумілого фільму німецького режисера Вернера Герцога «Фіцкаральдо» (1982). 
У 1990 році уряд штату здійснив реставраційні роботи театральної будівлі, і заклад, поновивши свою творчу діяльність, знову став приваблювати артистів, глядачів та туристів. 

## Репертуар і сьогодення
Нині репертуар Театру Амазонас складає класика і національний театр, шоупрограми, в т.ч. фольклорні, зрідка ставляться опери. Тематика вистав є різноманітною, до участі в них залучаються як місцеві, так і заїжджі артисти; на сцені також виступають гастролери.   
Останніми роками театр має власну трупу. Цікаво, що в музичній трупі Театру Амазонас у наш час (2000-ні) перевагу складають вихідці з Білорусі, оскільки власних виконавців у Амазонії бракує. 
У театрі організується і проводиться вже традиційний Амазонський фестиваль опери (Festival Amazonas de Ópera ).
Нині театр є популярним місцем відвідання туристами (пропонуються організовані екскурсії з гідами).

## Виноски
1. ↑  http://www.infopatrimonio.org/?p=18996
2. ↑  http://acervodigital.iphan.gov.br/xmlui/handle/123456789/16039?discover?rpp=10&etal=0&query=teatro+amazonas
3. ↑  https://cultura.am.gov.br/wp-content/uploads/2022/10/RELACAO-DE-PREDIOS-TOMBADOS.pdf
4. ↑  Європейська театральна архітектура — Arts and Theatre Institute.
5. ↑  Манауський Театр Амазонас [Архівовано 26 січня 2012 у Wayback Machine.] на Офіційний портал Уряду Штату Амазонас [Архівовано 9 жовтня 2010 у Wayback Machine.] (порт.)
6. ↑  Театр Амазонас на www.brazil.ru[недоступне посилання](рос.)[недоступне посилання з лютого 2019]
7. ↑  Розваги в Манаусі на www.brazil.ru. Архів оригіналу за 13 грудня 2009. Процитовано 16 січня 2010. [Архівовано 2009-12-13 у Wayback Machine.]
8. ↑  Бразилія. Амазонія. [Архівовано 16 квітня 2018 у Wayback Machine.] // матеріал за 2004 рік на www.vokrugsveta.ru (Вебсторінка російської телепрограми «Вокруґ свєта») [Архівовано 18 березня 2009 у Wayback Machine.](рос.)